# Mare de Déu de Montserrat de Torelló
La Mare de Déu de Montserrat de Torelló és una església de Torelló (Osona) inclosa a l'Inventari del Patrimoni Arquitectònic de Catalunya.

## Descripció

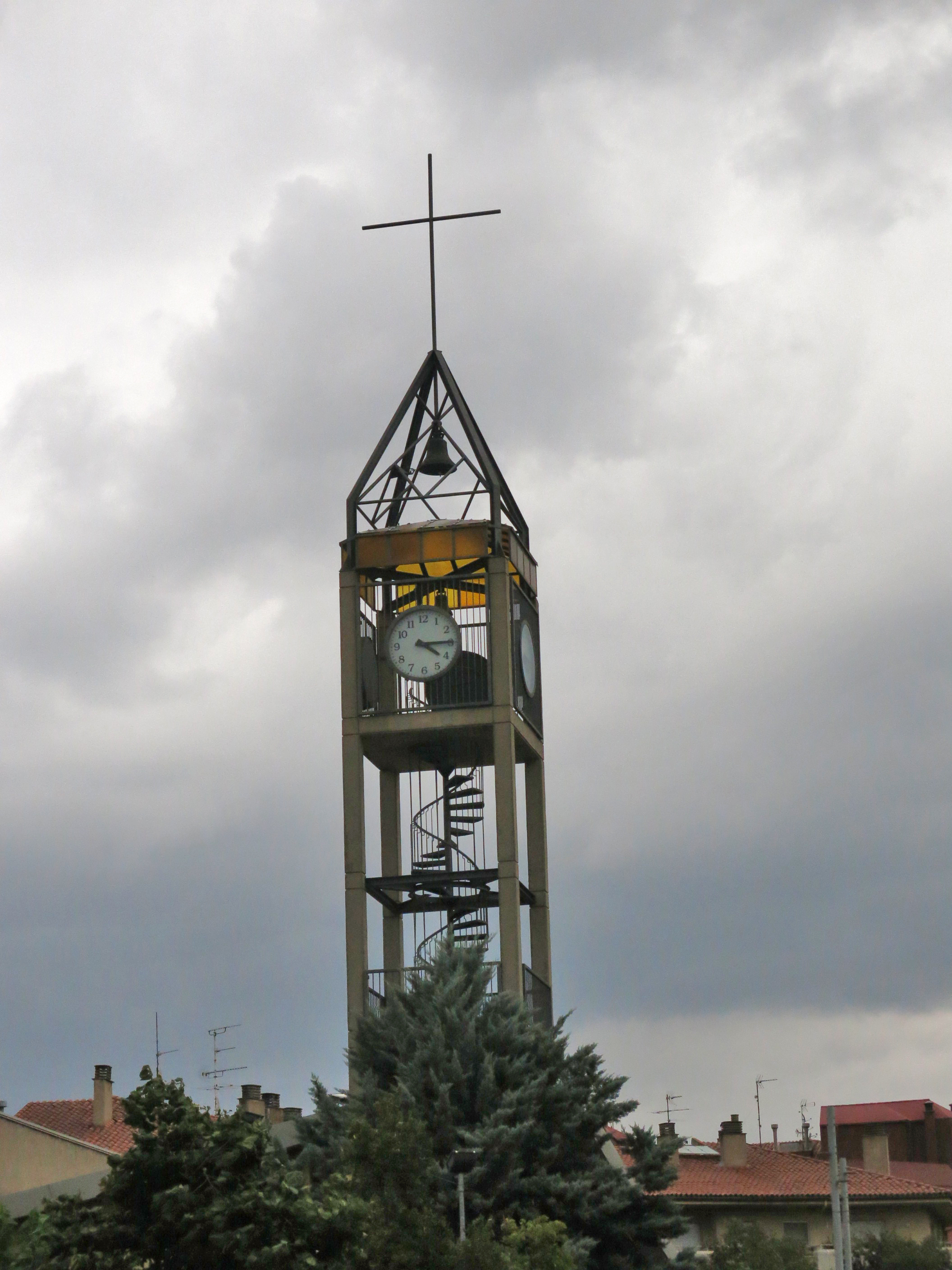
Campanar

Es tracta d'una església dedicada a la Mare de Déu de Montserrat. La planta té forma de triangle equilàter amb els angles truncats. És coberta a una sola vessant, la qual és notablement inclinada a la part de l'altar, puix que és més alta que a la part del portal. A la part dreta s'hi forma una capella fonda. A l'altar, inscrita dins un angle, hi ha la imatge de la Verge. L'església s'obra a l'exterior mitjançant unes finestres amb vitralls on s'hi representen diversos símbols eucarístics.

## Història
Es construí arran de l'expansió del nucli de Torelló, formant així una nova entitat parroquial dedicada a la Verge de Montserrat. Aquest nucli es formà a la part NW del terme de Torelló, sota l'estació ferrocarril, a l'indret conegut per les Serrasses. En aquest indret s'hi han fet troballes arqueològiques que permeten determinar que al voltant de la vila era poblat en època neolítica.